# قزلحصار

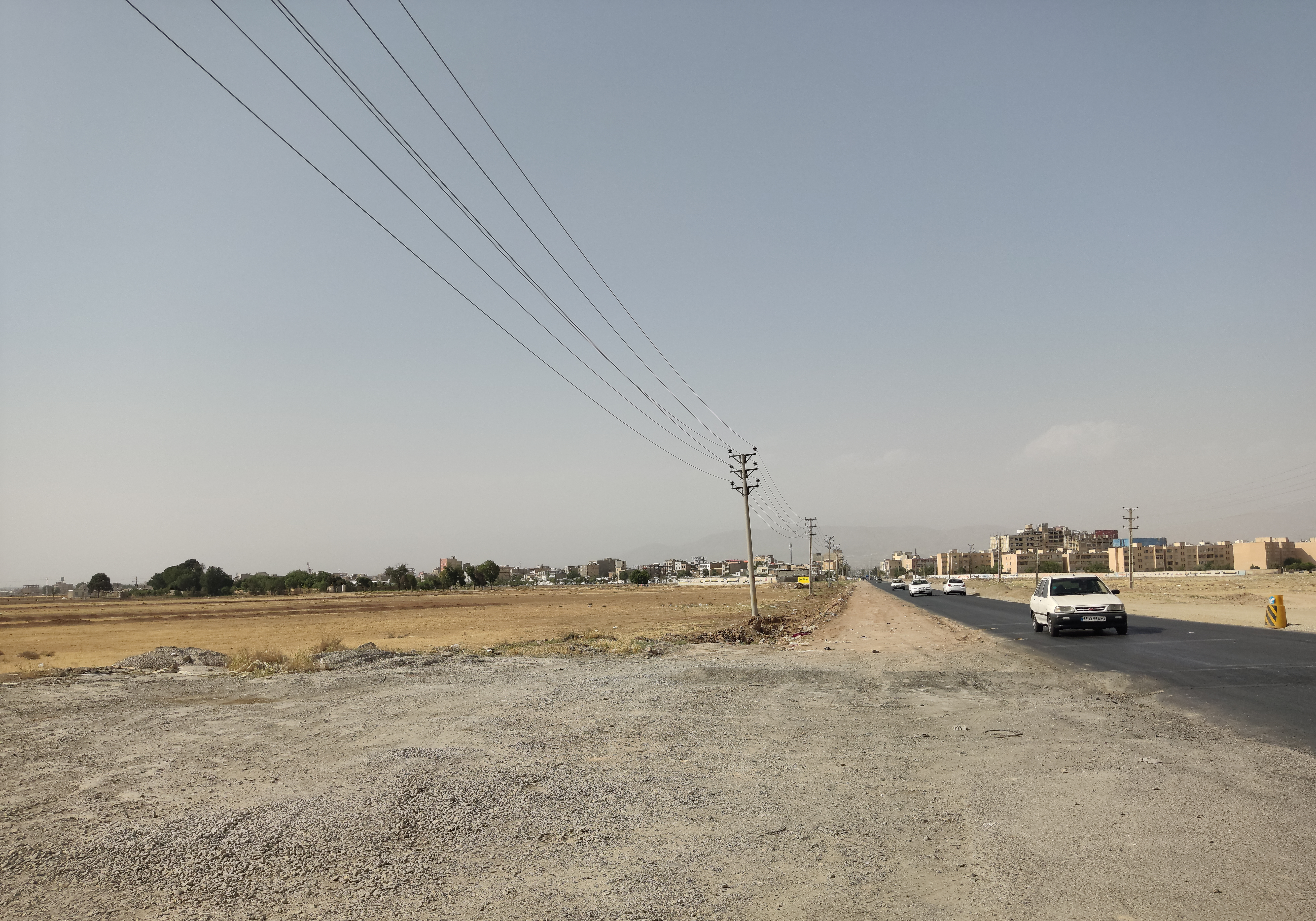
منطقه قزلحصار

قزلحصار منطقه‌ای در بخش‌های جنوبی شهر کرج است، این محله جنوبی ترین محله کرج در مناطق بیابانی حلقه دره است. قزلحصار در زبان ترکی به معنای محوطه طلا است. این منطقه پیش از ورود اسلامگرایان ترک به ایران، اِشکوکَسهِت نام داشت. زندان قزلحصار در کنارهٔ جاده‌ای هم اسم با خود به نام قزلحصار است.
این زندان در واقع متشکل از دو ندامتگاه است که بخش جنوبی آن ندامتگاه قزلحصار نامیده می‌شود و بخش شمالی آن ندامتگاه کرج. اما جادهٔ قزلحصار از سمت شمال از پل حصارک کرج شروع شده و با عبور از محلی به نام سهرابیه و جادهٔ چهارباغ و حافظیه و خود زندان قزلحصار و قائمیه از باسکول کیانمهر عبور کرده و به فرودگاه پیام در منطقه جنوبی کیانمهر می‌رسد و ادامه این جاده به منطقه ماهدشت منتهی می‌شود.